# Single point of failure

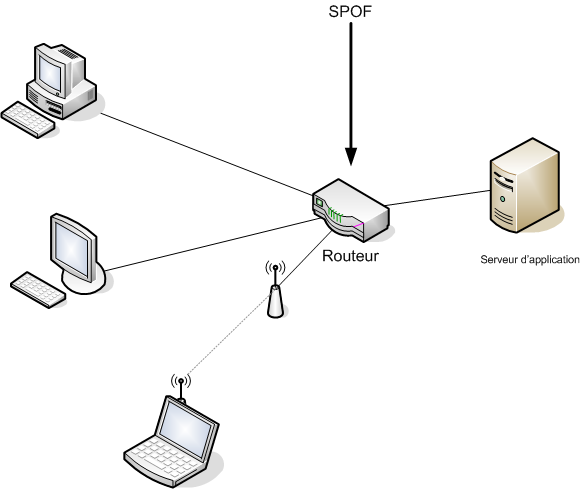
Esempio di Single Point Of Failure

In un sistema informatico un Single Point of Failure (SPOF), letteralmente singolo punto di vulnerabilità, è una parte del sistema, hardware o software, il cui malfunzionamento può portare ad anomalie o addirittura alla cessazione del servizio da parte del sistema.
Solitamente si cerca di evitare ogni SPOF nel momento della progettazione, soprattutto in sistemi pensati specificatamente per essere attivi costantemente, avvalendosi di componenti ridondanti che ne garantiscono il funzionamento anche in caso di guasto.

## Evitare SPOF
In un sistema informatico considerato critico si possono prendere varie contromisure contro i SPOF, come l'aggiunta di hardware ridondante (es. alimentatori aggiuntivi, UPS in caso di mancanza di corrente o dischi in configurazione RAID). Nell'ambito della virtualizzazione di sistemi operativi, vengono create tramite l'hypervisor delle "snapshot", ovvero istantanee del sistema in un dato momento, che possono essere ripristinate nel caso di problematiche del sistema in uso. Permettendo così di tornare ad una versione pienamente funzionante.

Esempio di ridondanza per evitare SPOF comuni

Sotto il profilo delle applicazioni o dei siti web può essere utile posizionare diversi nodi fornitori del servizio, in modo che l'utente usi sempre il migliore a disposizione (per posizione geografica, velocità e altri fattori).
In caso di guasto ad un nodo l'utente utilizzerà, senza nemmeno accorgersene, il miglior nodo funzionante successivo, evitando così una interruzione di servizio.
Ci sono vari esempi di questo comportamento, tra cui: 
- Sistemi distribuiti
- Content Delivery Network
- Open Shortest Path First